# Mitch Kern
Mitch Kern (* 1965 New York) je americký umělec a fotograf. Narodil se v New Yorku v roce 1965 a v roce 1977 se přestěhoval do Los Angeles. V roce 2002 získal titul MFA v oboru fotografie na Penn State University a v roce 1999 bakalářský titul ve výtvarném umění na University of Maryland Baltimore County. Vyučoval fotografii na Penn State University, University of Central Missouri, Louisiana Tech University a v současné době je členem fakulty na Alberta University of Arts v Calgary, Alberta v Kanadě.

## Kariéra
Jeho hlavním tématem práce jsou portréty. Od počátku 90. let vytvořil soubor portrétů, které prozkoumávají lidský stav. Jeho rané fotografické produkce dominují portréty produkované na místě. Na University of Maryland Baltimore County vyvinul environmentální styl, zatímco pracoval jako mediální umělec a dokumentární fotograf. Současně se začal zabývat koncepční prací. Jako postgraduální student na Penn State University působící pod Kenem Gravesem a Charlesem Garoianem vytvořil své první vizuální metafory kulturní identity. Právě zde začal rozšiřovat své portréty do rozměrů v životní velikosti.

## Současná práce
V současné době Kernova práce zobrazuje celou řadu objektů a stylů, včetně korporátního, komerčního a výtvarného umění. Učí a přednáší o fotografii v mezinárodním měřítku.